# 照相手機
相機手機為手機之一，即內建有相機功能之手機。

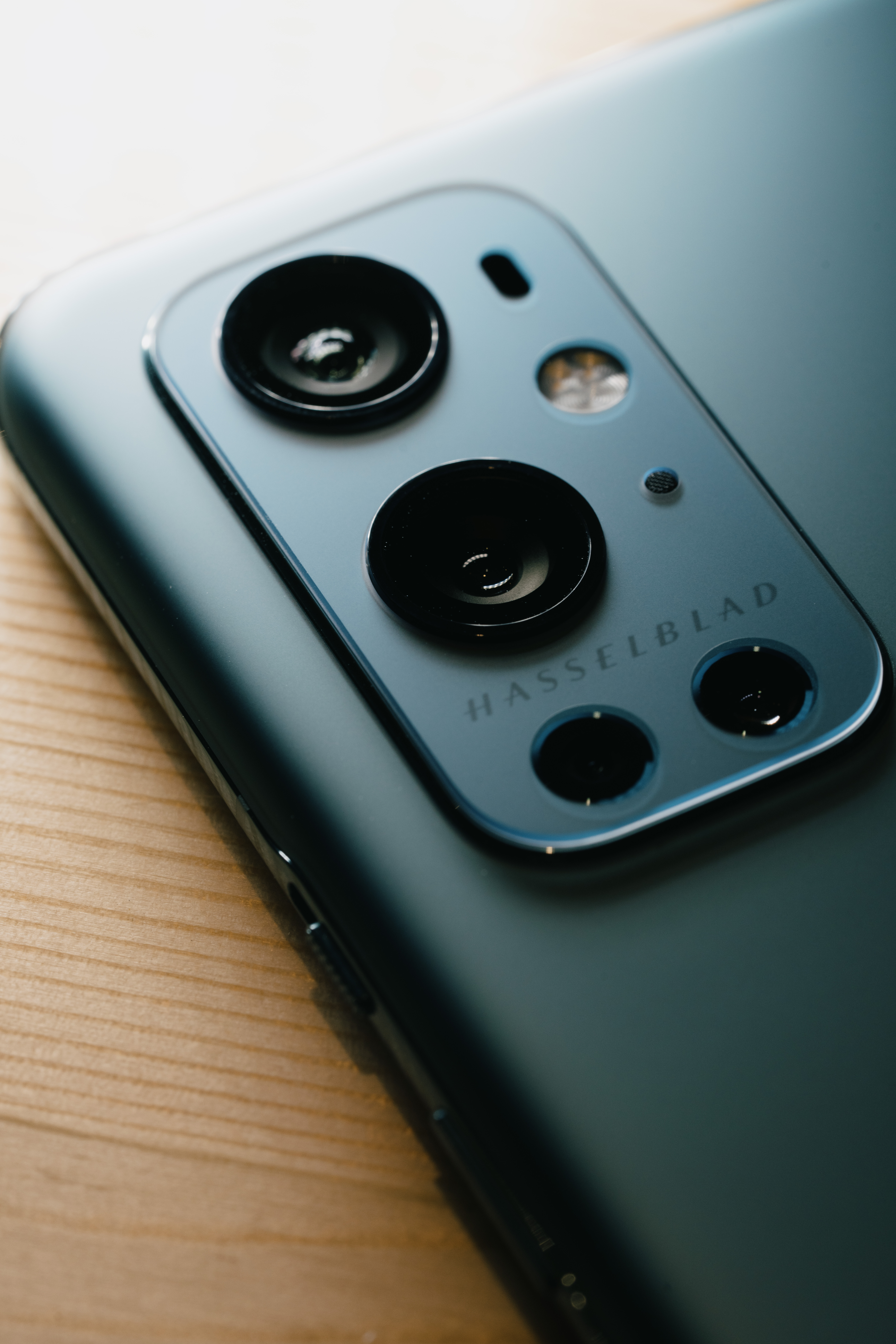
一加手機9系列配備哈蘇攝鏡頭

1997年，菲利普·卡恩發明世界上第一支照相手機，並拍下了他剛出生的女兒。第一支商用相機手機，是由夏普公司在2000年11月所製造的J-SH04 11萬像素。此手機使用CMOS的感光元件，因CMOS能夠比當時數碼照相機所用的CCD影像感光模組更為省電。讓手機的電池不因為加入了相機的使用而快速用盡。
2004年，相機手機的解析度在日本已經到達百萬畫素（如200萬畫素），在歐洲，30萬畫素則較為普及。此外，60%的日本手機都是照相手機。

2005年時，這個比率會升高至100%，其後，各廠商的像素競賽開始。
2010年，隨著智慧型手機的普及，也帶動手機照相的普及，照相品質成為首選之一的功能。

當HTC推出HTC ONE後，採用HTC UltraPixel™ 旨在增大CMOS或CCD的面積，以提高進光量，各大手機開始競相模仿，影響了後來主打照相的手機，畫素競賽開始減緩，且高像素的CMOS容易產生高熱且耗電。
2016年，发布的iPhone 7 Plus采用1主摄+1长焦的双摄配置，之后在中高端手机上，多颗镜头逐渐称为标配。
如今的旗舰手机，一般配备有主摄、超广角、长焦镜头各一颗，以负责不同场景的拍摄需要，影像特化的旗舰手机还可能有更多的镜头。
但对于中低端手机，则经常出现看着镜头数量不少（或者镜头模组很大），但能用的镜头只有一个的情况。多放的无用镜头就是“凑数镜头”，除了让纸面上摄像头数量+1，误导消费者外毫无用处。
- 2003 年5 月，Sharp發表全球首支百萬畫素的J-SH53。
- 2003 年11 月，Panasonic發表全球首支搭載自動對焦技術的P505iS，搭載130萬畫素。
- 2003 年12 月，Casio發表全球首支使用200萬畫素的A5403CA。
- 2004 年6 月，Casio發表全球首支使用300萬畫素的 A5406CA。
- 2004 年6 月30 日，Sharp發表全球上首部搭載光學變焦的V602SH。
- 2004 年11 月，Samsung發表全球首支使用500萬畫素的SCH-M509。
- 2007 年3 月22 日，Nokia N95，採用500萬像素的卡爾·蔡司高質素相機鏡頭。
- 2008 年11 月21 日，SoftBank 推出由Sharp研發的930SH (800萬CCD，由Sharp自行製造)。
- 2009 年11 月，Sony Ericsson推出其1200萬像素手機Satio；Samsung亦推出其1200萬像素手機Pixon12。

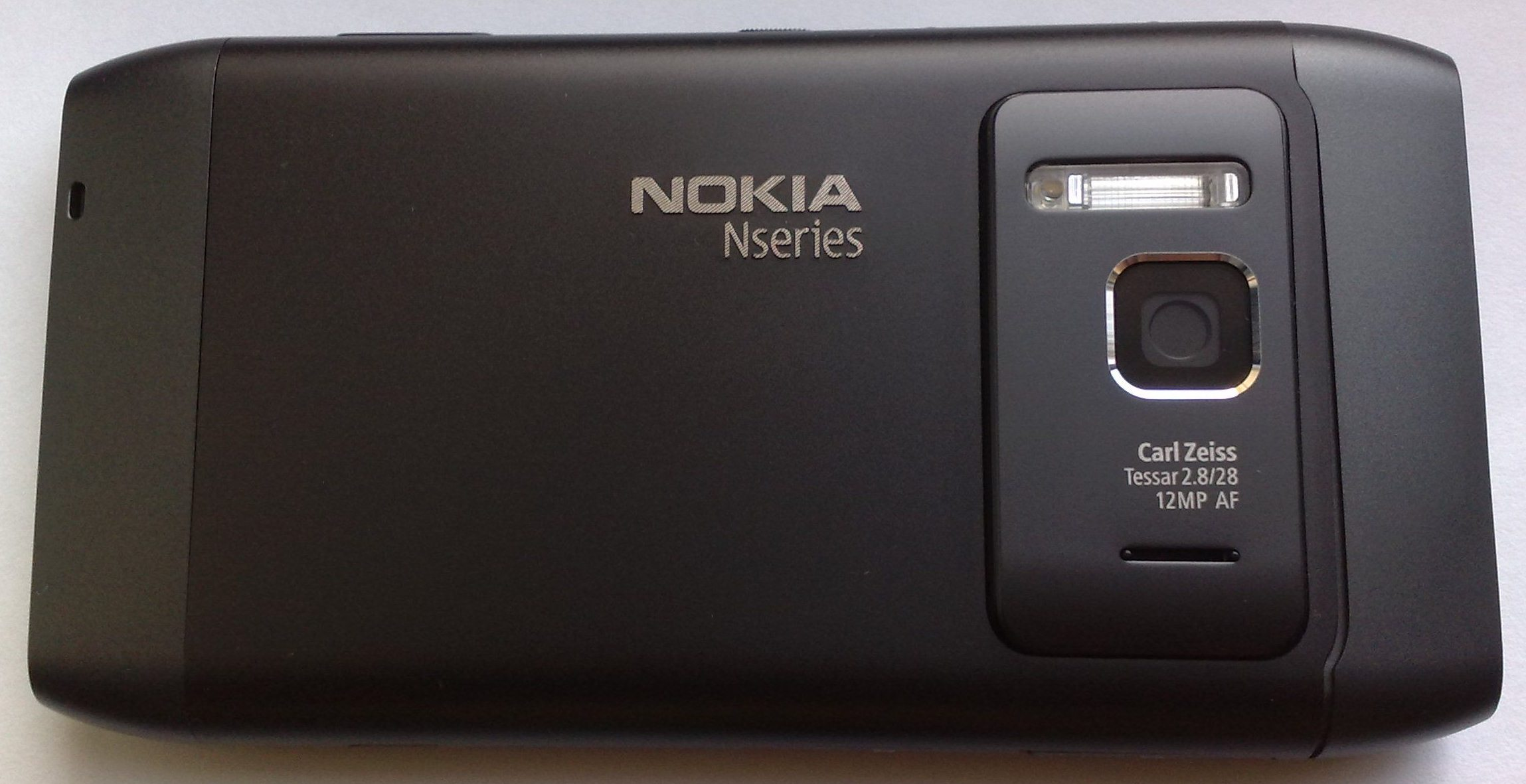
諾基亞N8配備28mm廣角蔡司光學鏡頭

- 2010 年4 月，諾基亞發表其1200萬畫素手機N8-00
- 2010 年5 月，Altek發表了一部像素達1400萬像素手機。
- 2012 年，諾基亞發表全球第一部像素達4100萬像素手機，諾基亞808 PureView，採用東芝CMOS 1/1.2英寸。
- 2013 年3 月29 日，HTC One (M7) 400萬像素手機，採用HTC UltraPixel™ 感測器。
- 2013 年6 月12 日，Samsung發表首支達到10倍光學變焦的Galaxy S4 Zoom，搭載1600萬畫素。
- 2013 年7 月，諾基亞採用1/1.5吋（2/3吋）CMOS 4100萬像素手機，諾基亞Lumia 1020 。
- 2013 年，索尼採用1/2.3英寸CMOS的手機Sony Xperia Z1。
- 2014 年4 月，Samsung發表達到10倍光學變焦的Samsung Galaxy K Zoom，搭載2070萬畫素光學防手震鏡頭。
- 2014 年9 月15 日，松下發表一部採用1英寸CMOS 2000萬像素手機lumix CM1[3]。

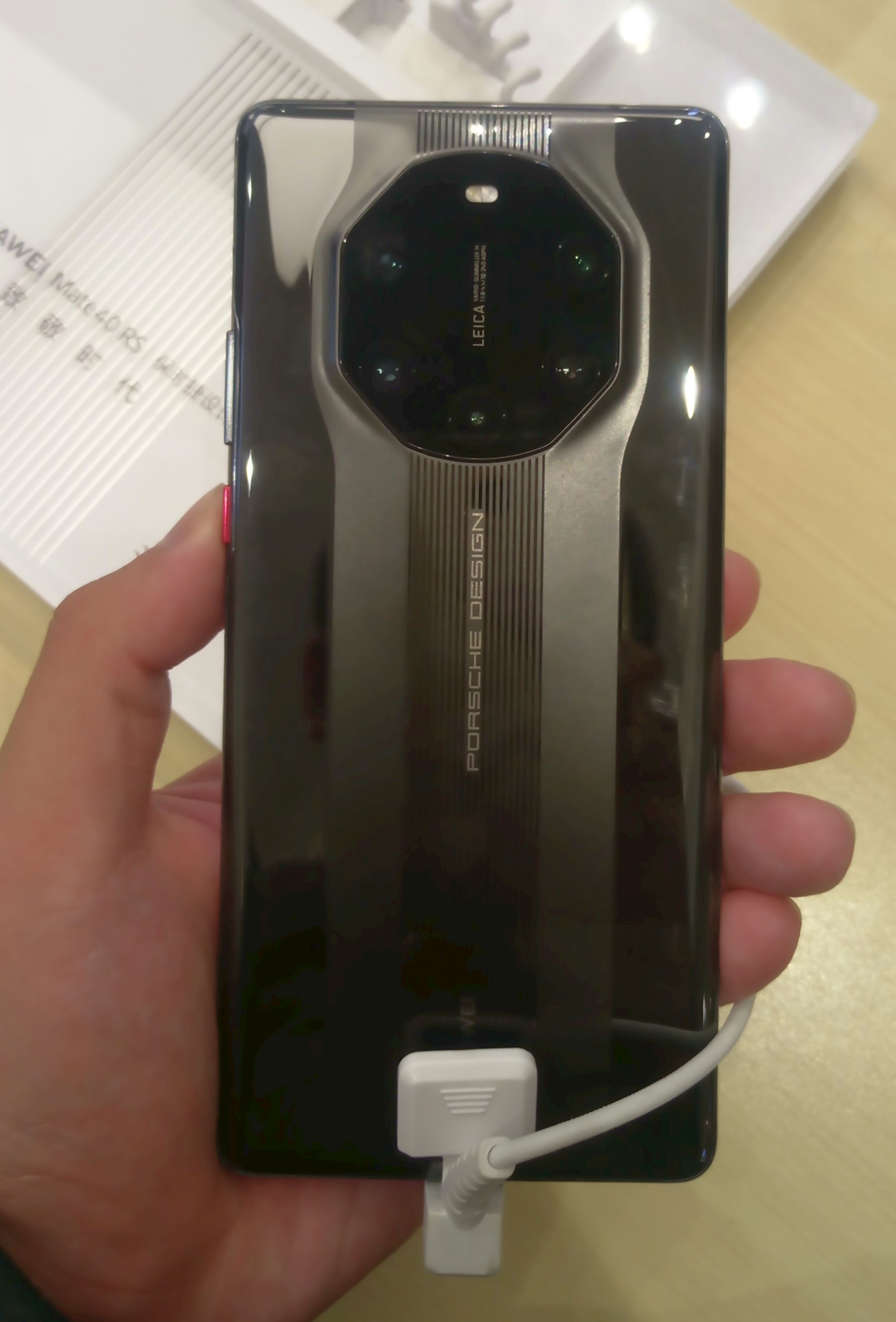
華為Mate 40 RS設有徠卡五鏡頭

- 2016年，徠卡相機與華為建立了合作關係，徠卡相機將與華為智能手機共同設計，包括P和Mate系列。華為P9是全球首部由華為與德國相機廠Leica參與共同研發的智能手機[4]。
- 2016年12 月，Kodak Ektra 採用Sony 2100萬像素IMX230 CMOS。

- 2021年11 月25 日 索尼 Xperia Pro-i 搭載1.0 型 Exmor RS 感光元件，ZEISS Tessar T* 鏡頭和雙光圈，擁有光圈先決、快門先決、手動模式、程式自動曝光等模式。

- 2022年7 月4 日，小米12S Ultra发布，该手机的主摄CMOS采用索尼定制的IMX 989，大小达到了1英寸，几乎是目前手机的极限。

手機內部空間有限，有不少廠商推出外掛模組，以提升拍照功能。
大疆 Hasselblad True Zoom、Sony ILCE-QX1、OLYMPUS AIR A01、DxO One

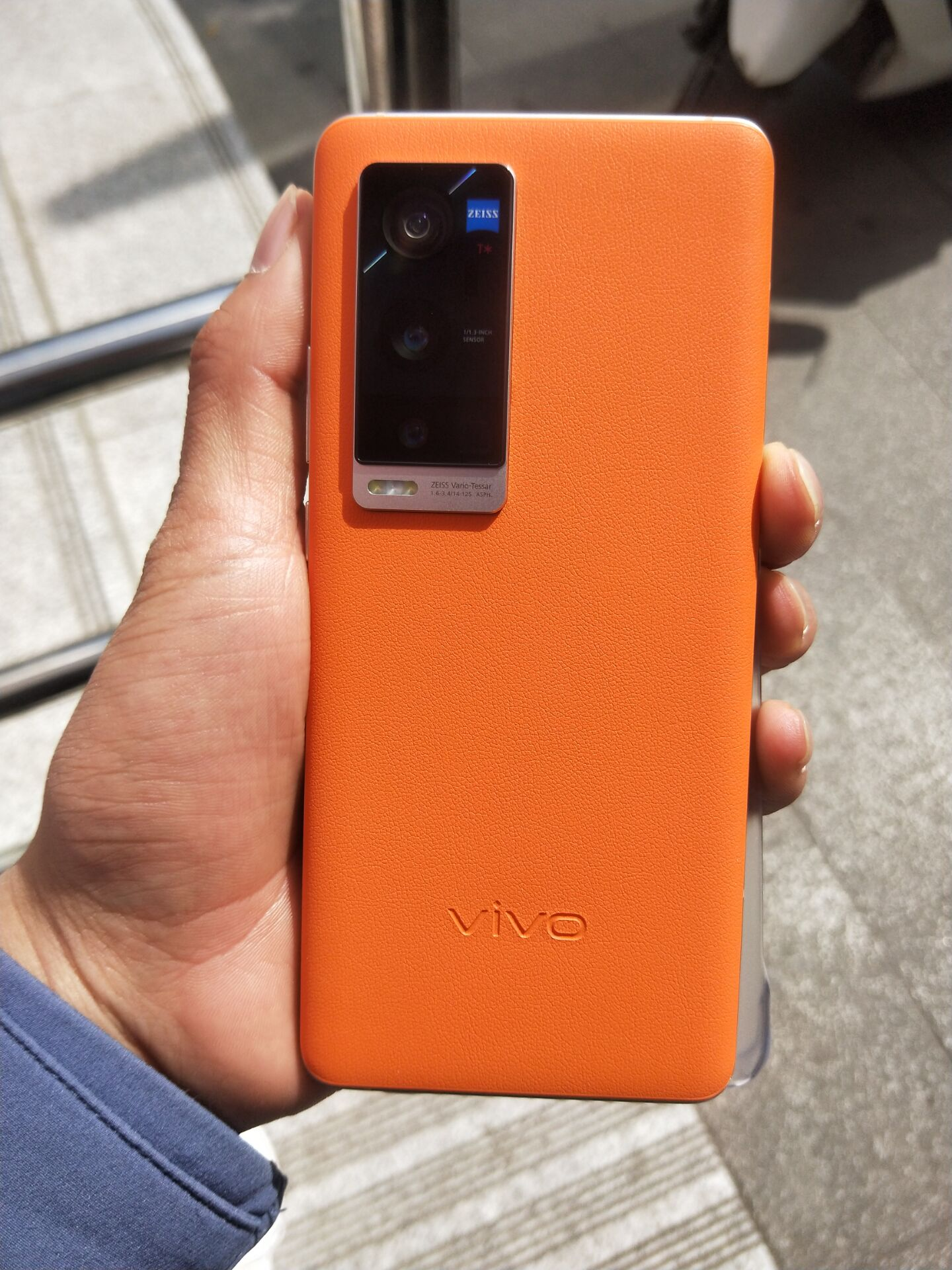
Vivo X60系列搭載與蔡司聯合研發的影像系統

因手機具有聯絡與通訊功能，百萬畫素的相機手機也開始在一些社會現象和人類行為中扮演了重要角色，正面的有如加強防止犯罪行為、有利於即時的新聞報導、更有效商務使用等。負面的則產生了「偷拍行為」和隱私權的侵犯。
基於保密原則，照相手機於某些場所是被禁用（比如國防單位、機場之中），不帶有攝像頭的功能型手機，則不受此限。
智慧型手機時代後，照相手機因其攜帶與網路傳輸的便利性，大幅度的取代小型消費型數位相機。
根據網路相簿Flickr的統計資料：
蘋果公司的iPhone已成為Flicker社群中最常被使用的相機種類。
手機已經成為最多人使用來照相的工具。2010年代後，更開始有各類影像導演使用iPhone作為拍攝電影的主要或唯一工具，例如:中國的《三分鐘》與《一個桶》、台灣《明仔載》與《怪胎》、Netflix的《空中飛鳥》等。